# Northlake (Texas)
Northlake è un centro abitato degli Stati Uniti d'America, situato nella contea di Denton dello Stato del Texas.
La popolazione era di 1.724 persone al censimento del 2010.

## Geografia fisica
Northlake è situata a 33°04′57″N 97°15′11″W (33.082495, -97.252975), a nord ovest del lago Grapevine, circa 10 miglia (16 km) a nord di Westlake.
Secondo lo United States Census Bureau, ha un'area totale di 17,0 miglia quadrate (44,0 km²), di cui 16,9 miglia quadrate (43,8 km²) di terreno e 0,077 miglia quadrate (0,2 km²), o 0,57%, d'acqua.

## Società

### Evoluzione demografica
Secondo il censimento del 2010 c'erano 1.550 persone residenti nella città. La densità di popolazione era di 60,5 persone per miglio quadrato (23,4/km²). C'erano 366 unità abitative a una densità media di 24,0 per miglio quadrato (9,3/km²). La composizione etnica della città era formata dall'89,90% di bianchi, lo 0,76% di afroamericani, l'1,19% di nativi americani, lo 0,11% di asiatici, il 7,17% di altre razze, e lo 0,87% di due o più etnie. Ispanici o latinos di qualunque razza erano il 10,86% della popolazione.
C'erano 314 nuclei familiari di cui il 46,2% aveva figli di età inferiore ai 18 anni, il 59,2% erano coppie sposate conviventi, il 12,7% aveva un capofamiglia femmina senza marito, e il 21,0% erano non-famiglie. Il 15,6% di tutti i nuclei familiari erano individuali e il 2,5% aveva componenti con un'età di 65 anni o più che vivevano da soli. Il numero di componenti medio di un nucleo familiare era di 2,93 e quello di una famiglia era di 3,23.
La popolazione era composta dal 32,9% di persone sotto i 18 anni, l'8,3% di persone dai 18 ai 24 anni, il 35,1% di persone dai 25 ai 44 anni, il 19,5% di persone dai 45 ai 64 anni, e il 4,2% di persone di 65 anni o più. L'età media era di 30 anni. Per ogni 100 femmine c'erano 101,1 maschi. Per ogni 100 femmine dai 18 anni in giù, c'erano 104,0 maschi.
Il reddito medio di un nucleo familiare era di 40.000 dollari, e quello di una famiglia era di 40.313 dollari. I maschi avevano un reddito medio di 31.250 dollari contro i 25.000 dollari delle femmine. Il reddito pro capite era di 18.517 dollari. Circa l'8,5% delle famiglie e l'8,9% della popolazione erano sotto la soglia di povertà, incluso il 6,4% di persone sotto i 18 anni e il 42,0% di persone di 65 anni o più.